# Associação Desportiva Os Limianos
El AD Os Limianos es un equipo de fútbol de Portugal que juega en el Campeonato de Portugal, cuarta división de fútbol del país.

## Historia
Fue fundado en el año 1953 en la ciudad de Ponte de Lima en el distrito de Viana do Castelo y está afiliado a la Asociación de Fútbol de Viana do Castelo, por lo que han competido en la Copa de Viana do Castelo y en la Copa de Portugal en varias ocasiones. Nunca han jugado en la Primeira Liga.

## Palmarés
- Tercera División de Portugal: 1

1993/94
- Primera División de Viana do Castelo: 3

1984/85, 1991/92, 2017/18
- Segunda División de Viana do Castelo: 3

1998/99, 2005/06, 2007/08
- Copa de Viana do Castelo: 1

2007/08

## Jugadores

### Jugadores destacados
- Emanuel Faria Braga
- Ricardo Filipe Rodrigues Matos
- Carlos Humberto da Silva Ferreira